# 恭惠皇后
恭惠皇后楊氏（？—？），後漢德祖劉昂妻。
楊氏事跡不詳，只知她嫁與後漢德祖及生後漢翼祖劉僎，後來贈封虢國太夫人。天福十二年（947年）閏七月，後漢高祖劉知遠即位，追尊楊氏諡號為恭惠皇后。